# Norodom Rattana Devi
Norodom Rattana Devi (tiếng Khmer: នរោត្តម រតនាទេវី, sinh ngày 18 tháng 6 năm 1974) là công chúa và chính khách Campuchia. Bà là con gái duy nhất của Hoàng thân Norodom Ranariddh và Công chúa Norodom Marie. Bà thuộc đảng FUNCINPEC và được bầu làm đại biểu tỉnh Kratie tại Quốc hội Campuchia năm 2003. Bà có cùng ngày sinh nhật với Thái hậu Norodom Moninaeth.